# 小行星12796
小行星12796(12796 Kamenrider)是一顆位在主小行星帶的小行星，於1995年11月16日由中村彰正發現，命名於2000年3月26日獲得噴氣推進實驗室的承認。
該小行星以日本的漫畫並改編為特攝作品，石之森章太郎原作的假面騎士命名；這是因為飾演能變身為假面騎士1號的本郷猛的演員藤岡弘、和中村本人都是久萬高原町出身，而且中村本人也是假面騎士的影迷。

## 關聯項目
- 小行星12408：以飾演假面騎士1號的本郷猛的演員藤岡弘、命名的小行星。

## 外部連結
- JPL Small-Body Database Browser on 12796 Kamenrider （页面存档备份，存于）